# Scapania gigantea
Scapania gigantea là một loài rêu trong họ Scapaniaceae. Loài này được Horik. mô tả khoa học đầu tiên năm 1931.